# Violetta (telenovela)
Violetta è una telenovela argentina, prodotta da Pol-ka Producciones ideata da Solange Keoleyan e Sebastián Parrotta. 
È stata trasmessa in Italia sul canale Disney Channel a partire dal 14 maggio 2012.
A partire dall'8 aprile 2013 la serie viene trasmessa in chiaro sul canale Rai Gulp e a partire dal 27 gennaio 2017 viene riproposta sullo stesso canale. 

## Trama
La telenovela, suddivisa in tre stagioni, racconta la storia di una ragazza di quindici anni di nome Violetta Castillo.
Il padre della ragazza, Germán, essendo un imprenditore, è costretto a viaggiare frequentemente e porta con sé nei suoi viaggi anche la figlia che quindi cambia scuola ogni anno.
I due si stabiliscono, infine, a Buenos Aires, nella loro vecchia casa dove abitavano prima della morte della mamma. 
A Buenos Aires, Violetta, si iscrive all'insaputa del padre ad una scuola di canto, ballo e recitazione, dove coltiverà il proprio talento per il canto: lo Studio 21.

### Prima stagione
Violetta Castillo si trasferisce con il padre Germán a Buenos Aires dopo aver vissuto per anni a Madrid. Dopo la morte della madre, la ragazza non riesce ad accettare il fidanzamento del padre con Jade. A Buenos Aires vive Angie (la zia di Violetta) che, per stare vicino alla nipote che non conosce, si finge un'istitutrice e si trasferisce a Villa Castillo. Angie è anche un'insegnante dello Studio 21, celebre scuola di arti musicali in gravi difficoltà economiche, dovute a debiti accumulati. Le difficoltà sono tali da mettere a rischio la scuola stessa, che rimarrà temporaneamente chiusa durante la prima stagione.
In una giornata di pioggia Violetta, fuggita di casa dopo una burrascosa lite con il padre, incontra Tomás, un ragazzo spagnolo trasferitosi in Argentina.
Violetta e Tomás si innamorano a prima vista, ma Violetta fugge via senza rivelargli il proprio nome. Intanto, pian piano, Angie riesce a far entrare la musica nella vita di Violetta, grazie anche all'aiuto di Tomás, Leon, Maxi, Camilla e Francesca, alunni dello studio. Violetta, così, si iscrive allo Studio 21 e si accorge che cantare è la sua passione. La ragazza vive il primo amore con Tomás; purtroppo, però, anche l'esuberante Ludmilla frequenta la scuola e, aiutata dal suo braccio destro, Nata, cercherà in tutti i modi di dividerli.
Intanto Violetta conosce Francesca e Camilla, che diventeranno le sue migliori amiche. Anche Francesca è innamorata di Tomás, ma sceglie di mettere al primo posto la sua amicizia con Violetta, poiché Tomás è innamorato di quest'ultima. 
Violetta si sente molto insicura sulla possibilità di intraprendere una carriera nel mondo dello spettacolo. L'insicurezza viene causata anche dal padre: egli infatti ostacola la passione della figlia per il mondo dello spettacolo, dal momento che ha perso la moglie Maria durante una tournée. La ragazza non vorrebbe ferirlo, ma non vuole nemmeno rinunciare al suo sogno. 
Nel frattempo León, il ragazzo più bello dello studio ed ex ragazzo di Ludmilla, cerca di conquistare Violetta, ascoltandola, capendola, sostenendola e dandole consigli; tenta anche di metterla contro Tomás. Alla fine, riesce nel suo intento. Violetta e León stanno insieme per un lungo periodo: nonostante ciò, la ragazza non riesce a dimenticare Tomás e ha il cuore diviso a metà. Successivamente, per incomprensioni causate da Ludmilla e per la gelosia verso Tomás, Violetta e León si lasciano.
Al termine della prima stagione, Tomás rivela a Violetta che tornerà a vivere in Spagna e alla fine lei decide di prendersi una pausa dai ragazzi. La prima stagione si conclude con Germán e Jade, che, sebbene abbiano iniziato a pianificare il matrimonio, non si sposano a causa del "no" di Germán: questo fatto scatena il desiderio di vendetta di Jade.

### Seconda stagione
Violetta riprende a frequentare León, ritenendo la storia con Tomás acqua passata; ma arriva Diego, che cerca di allontanarli. Ludmilla e Diego, in segreto, stabiliscono un patto: Diego dovrà riuscire a far innamorare Violetta e a farla andare via dallo Studio (che, nel frattempo, ha cambiato nome in Studio On Beat); in cambio, Ludmilla gli dirà chi è il suo vero padre.
Inizialmente il loro piano sembra funzionare, ma in realtà Violetta non smette di pensare a León, anche quando sta con Diego. Con il tempo, però, Diego inizia a innamorarsi di Violetta. 
Intanto Jade, insieme al fratello Matías, ruba tutto il denaro a Germán, grazie ad un piano ideato e messo in atto dallo stesso Matías. I due assumono anche un'attrice, Esmeralda, che dovrà far innamorare Germán, per poi lasciarlo solo e povero. Jade, cattiva, ma anche poco furba, sposta tutto il denaro rubato sul conto di Esmeralda, così le autorità scoprono che è lei la ladra. Proprio mentre Germán sta per sposare Esmeralda, la cerimonia viene interrotta, l'attrice fugge via e Germán recupera il suo denaro. Tempo dopo, la polizia scopre che Jade e Matías hanno a che fare con il furto e li arrestano.
Intanto, Violetta scopre il piano di Ludmilla e Diego e quest'ultimo si pente del fatto commesso. Precedentemente León aveva già il sospetto che loro stessero tramando qualcosa contro Violetta, ma la ragazza non gli aveva creduto, pensando fosse solo gelosia. Intanto, Angie, innamorata di Germán e triste per le sue sofferenze d'amore, accetta un lavoro in Francia e lascia l'Argentina temporaneamente.
Violetta e León, quindi, dopo essere tornati dallo spettacolo in Spagna, finiscono per tornare insieme.

### Terza stagione
I giovani talenti di On Beat Studio sono nel bel mezzo di una tournée che li ha portati in Europa, durante la quale festeggiano il diciottesimo compleanno di Violetta. Qui incontrano Clemént e Gery. Clemént è un ragazzo francese e suo padre non vuole che lui abbia a che fare con la musica, così lui crea per sé un nuovo personaggio, Alex, per poter frequentare lo Studio On Beat. Clemént/Alex è innamorato di Violetta, proprio come Gery lo è di León, così insieme cercano di allontanare Violetta da León; piano che in realtà, alla fine, va in frantumi.
Intanto arriva Priscilla, la madre di Ludmilla, donna crudele e talvolta violenta. Priscilla spinge Violetta giù da una scalinata, rischiando di farle davvero del male, pur di ottenere ciò che vuole. La donna ama Germán e lui sembra ricambiare.
Dopo breve tempo, sia Ludmilla che Priscilla si trasferiscono a casa di Violetta. All'inizio a Violetta e Ludmilla non piace l'idea di vivere insieme. Successivamente le due ragazze, da acerrime rivali diventano come sorelle, perché in fondo Ludmilla, è una brava ragazza; è la madre ad essere cattiva. Germán, alla fine, scopre chi è davvero Priscilla e la lascia. 
Intanto Diego s’innamora di Francesca e lei di lui. Inizialmente si frequentano in segreto, perché Francesca sa benissimo che Violetta ha sofferto a causa di Diego. Quando lo scopre, Violetta si arrabbia, poi le due ragazze chiariscono e ritornano amiche come prima.
Dopo la morte di Antonio, lo Studio On Beat rischia di chiudere, ma Germán acquista l'edificio e tutto si risolve per il meglio. I problemi economici dello Studio sembrano risolversi definitivamente grazie alla prevendita di un disco inciso proprio dalla scuola. Infatti grazie a un'idea di Violetta, lo Studio apre un'etichetta discografica, da parte di León e della Boy Band formata da lui con Broduey, Federico, Maxi e Andrés. 
Dopo che le cose si sono risolte, si pianifica un ultimo show, dove Germán si decide a fare la proposta di matrimonio ad Angie, rientrata definitivamente dalla Francia. La donna accetta e la telenovela si conclude con il loro matrimonio a cui sono presenti tutti i personaggi che hanno fatto parte della serie.

## Personaggi e interpreti

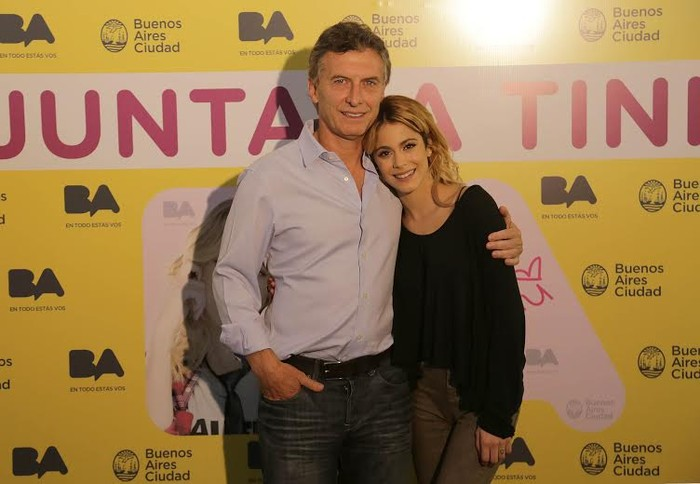
Martina Stoessel insieme a Mauricio Macri durante un concerto gratuito tenuto dalla cantante

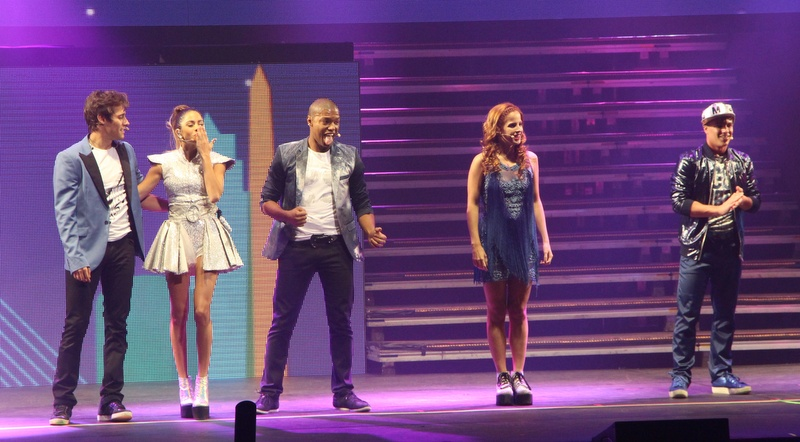

- Violetta Castillo (stagioni 1-3), interpretata da Martina Stoessel e doppiata da Emanuela Ionica[2].
- Tomás Heredia (stagione 1), interpretato da Pablo Espinosa e doppiato da Alessandro Ward[2].
- León Vargas (stagioni 1-3), interpretato da Jorge Blanco e doppiato da Andrea Mete[2].
- Diego Hernandez (stagioni 2-3), interpretato da Diego Domínguez e doppiato da David Chevalier[3].
- Ludmilla Ferro (stagioni 1-3), interpretata da Mercedes Lambre e doppiata da Alessia Amendola[2].
- Germán Castillo (stagioni 1-3), interpretato da Diego Ramos e doppiato da Mario Cordova[2].
- Angela “Angie” Carrara (stagioni 1-3), interpretata da Clara Alonso e doppiata da Francesca Manicone.
- Camilla Torres (stagioni 1-3), interpretata da Candelaria Molfese e doppiata da  Giulia Tarquini.
- Francesca Caviglia (stagioni 1-3) interpretata da Lodovica Comello e doppiata da Eva Padoan.

## Episodi
In Italia, la serie è stata trasmessa a partire dal 14 maggio 2012, così come in America Latina. Successivamente, è stata confermata per una seconda stagione. Le riprese sono iniziate il 1º novembre 2012 e sono terminate tra la fine di maggio e gli inizi di giugno 2013. 
Nell'ottobre 2013, l'attore Diego Ramos ha annunciato l'uscita di una terza stagione, le cui riprese sono iniziate a marzo 2014. Nello stesso giorno della messa in onda del finale della seconda stagione in Italia, Disney Channel ha confermato l'inizio della produzione della terza stagione della serie. A giugno viene diffusa la prima nuova canzone inedita, "En Gira", sia in Italia che in Argentina. Il 14 dello stesso mese Disney Channel ha annunciato che la terza stagione sarebbe stata trasmessa ad ottobre 2014 nella rete Disney italiana, mentre in America Latina sarebbe iniziata il 28 luglio. Nell'agosto del 2014 Disney Channel Italia annuncia che la terza stagione sarebbe iniziata il 20 ottobre 2014.
La prima stagione della telenovela si divide in due parti: la prima (episodi 1-40) intitolata Su destino es hoy (in italiano "il suo destino è oggi") e la seconda (episodi 41-80) intitolata Violetta está cambiando (in italiano "Violetta sta cambiando").
| Stagione         | Puntate        | Prima TV Argentina | Prima TV Argentina | Prima TV Italia  | Prima TV Italia  |
| Stagione         | Puntate        | Inizio             | Fine               | Inizio           | Fine             |
| ---------------- | -------------- | ------------------ | ------------------ | ---------------- | ---------------- |
| Prima stagione   | 80             | 14 maggio 2012     | 25 ottobre 2012    | 14 maggio 2012   | 8 febbraio 2013  |
| Seconda stagione | 29 aprile 2013 | 11 ottobre 2013    | 3 giugno 2013      | 14 febbraio 2014 | 14 febbraio 2014 |
| Terza stagione   | 28 luglio 2014 | 6 febbraio 2015    | 20 ottobre 2014    | 27 marzo 2015    | 27 marzo 2015    |

## Produzione

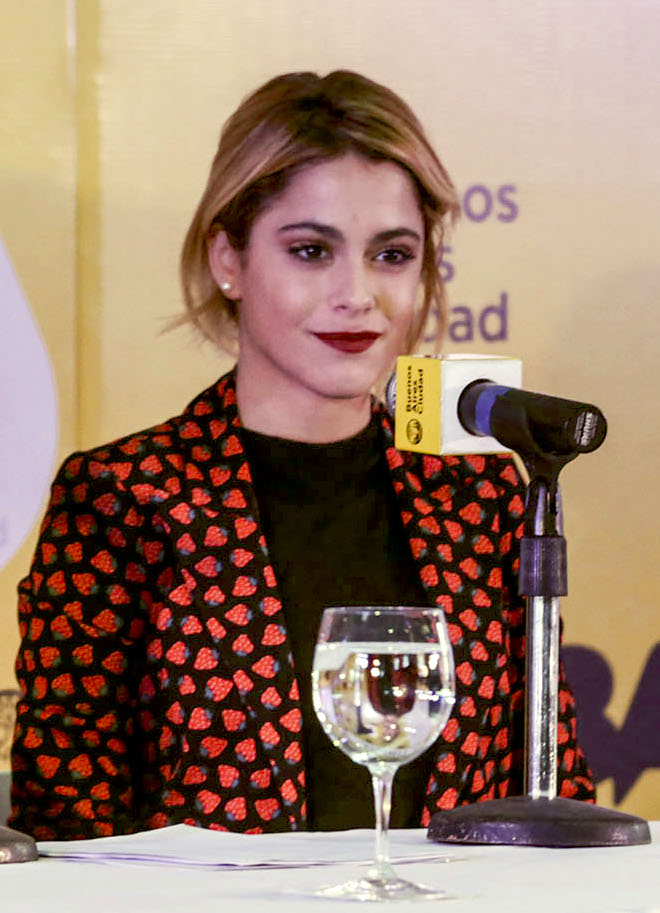
Martina Stoessel, la protagonista, durante una conferenza a Buenos Aires (2014)

Le registrazioni della prima stagione della serie hanno avuto inizio nel settembre 2011 a Buenos Aires e sono durate circa sette mesi. È diventata la prima co-produzione svoltasi tra l'America Latina, l'Europa, il Medio Oriente e l'Africa. La serie è stata registrata in alta definizione.
Il 31 dicembre 2011 è stata trasmessa nel canale Disney Channel America Latina la canzone Tu Resplandor nel programma televisivo Celebratón, eseguita dalla protagonista della serie, Martina Stoessel. Il cast invece è stato presentato il 22 dicembre 2011 durante una conferenza. Inizialmente Violetta doveva chiamarsi "Esperanza", ma visto che era già stata prevista la trasmissione in Europa, decisero "Viola" e infine con il nome attuale.
A partire dal 2 maggio 2012 è iniziato un tour promozionale in Messico che comprendeva interviste e ospiti in alcuni programmi televisivi. Nell'aprile del 2012 è stato caricato sul canale YouTube ufficiale del canale argentino il video ufficiale della canzone En mi mundo interpretata dalla protagonista e parte della colonna sonora pubblicata nei mesi successivi. Nel mese di novembre dello stesso anno alcuni personaggi del cast hanno partecipato ad un tour organizzato da Radio Disney Argentina chiamato "Radio Disney Vivo" nella città di Buenos Aires con quota 13.000 persone alle loro rappresentazioni.
Nel 2013 lo sceneggiato viene trasmesso in Italia da Rai Gulp, in Argentina da Canal 13, in Cile da Megavisión, in Ecuador da TC Mi Canal e in Paraguay da Telefuturo. Inoltre è stato confermato un tour che è iniziato il 13 luglio 2013 al Teatro Gran Rex di Buenos Aires e, dopo aver girato alcuni paesi dell'Europa, si è concluso il 3 marzo nella stessa capitale argentina.
La serie si conclude con la terza stagione e con il tour svoltosi nel 2015 in alcune città dell'Europa e America Latina.

### Casting
La protagonista Martina Stoessel è stata scelta tramite casting. L'attore Diego Ramos è stato invece scelto per il ruolo del padre di Violetta tramite proposta e in seguito ad un provino, inviato in Europa, è stato confermato. Per lo stesso ruolo, inizialmente, fu scelto Ezequiel Rodríguez, ma, alla fine, a quest'ultimo fu dato il ruolo di Pablo. L'attrice Lodovica Comello, che impersona Francesca, stava frequentando una scuola di Milano e il direttore di essa le disse che alcune persone sarebbero venute per fare dei provini con alcuni studenti e lei decise di partecipare. Non sapendo per quale sceneggiato fosse il provino, fu scelta e successivamente fece un corso di spagnolo e si trasferì a Buenos Aires. Invece, l'attore Ruggero Pasquarelli è stato scelto tramite proposta.
Per la seconda stagione, è stato confermato la maggior parte del cast della prima, tranne per gli attori Simone Lijoi, Rodrigo Velilla, Artur Logunov e l'attore protagonista Pablo Espinosa. Inoltre è stato annunciato l'inserimento di nuovi personaggi interpretati da Diego Domínguez, che interpreta il nuovo rivale di Leon, Diego, e poi attori come Valeria Baroni, Xabiani Ponce De León, Paloma Sirvén, Gerardo Velázquez, Carla Pandolfi e Valentina Frione che impersonano rispettivamente Lara, Marco, Emma, DJ, Esmeralda e Jackie. Per una apparizione Bridgit Mendler partecipa come se stessa nell'episodio 11 dove canta il suo singolo Hurricane. Inoltre, si sono svolti anche dei casting per i fan della serie a Milano, Napoli e Roma per apparire in alcuni video su Disney Channel Italia.
Dalla terza stagione faranno parte il francese Damien Lauretta, la messicana Macarena Miguel oltre che tutti gli altri attori provenienti dalla prima e dalla seconda stagione, esclusi gli interpreti di Tomas, Luca, Esmeralda, Jackie, Lara, Emma, DJ, Brako e Napoleòn.
Il gruppo musicale statunitense R5 prende parte ad una puntata della terza stagione, dove si esibisce con il singolo Heart Made Up on You.

### Riprese
Il programma è stato interamente registrato a Buenos Aires e nei dintorni. I luoghi come la casa di Violetta sono stati ricreati e invece per registrare nei posti all'aperto il cast si spostava in un parco comunale. L'interno dello Studio 21 (successivamente Studio On Beat), luogo dove i ragazzi della serie studiano canto e ballo, si trova al di fuori di Buenos Aires mentre la sua facciata è un'università della capitale argentina. La casa di Violetta, nella realtà, si trova accanto allo Studio 21. I set, che occupano circa 1200 metri quadri, sono divisi in due sezioni: la prima è la casa di Violetta con alcune scale che portano alle camere del piano superiore e la seconda sezione è quella creata per la seconda stagione che è divisa in sala di danza, canto e registrazione.
Negli ultimi episodi della seconda stagione le riprese si spostano verso Madrid in alcuni quartieri della città spagnola con registrazione aeree, con elicotteri telecomandati e l'uso di numerose telecamere, con più di 400 persone necessarie per le riprese (tra attori, ballerini e comparse).
Le prime registrazioni della terza stagione si sono svolte a Barcellona a marzo del 2014, mentre il resto delle riprese è stato svolto a Buenos Aires.

### Ascolti
In Italia, la prima puntata della prima stagione ha totalizzato 195.973 telespettatori, risultando la première più vista nella storia dei canali Disney sino a quel momento per quanto riguarda il target giovanile dai 6-17 anni. Violetta ha raggiunto un buon successo anche dalla parte della critica e ha avuto un buon incremento su internet. In seguito la serie ha realizzato, nella maggior parte delle volte, una media di 200.000 telespettatori. La prima visione in chiaro su Rai Gulp ha ottenuto 272.000 spettatori con uno share del circa 1%. La seconda puntata invece ha raggiunto quota 300.000 spettatori e uno share di 1.34%. Il primo episodio della seconda stagione trasmesso su Disney Channel Italia ha invece totalizzato 326.000 spettatori, divenendo l'episodio di Violetta più visto sui target 4 - 17 e 8-17. Nello stesso canale, Violetta ha raggiunto, nelle prime 20 emissioni della seconda stagione, una media di ascolti pari a 266.800 persone nel target 4+, 160.400 ragazzi dai 4 ai 14 e 131.500 ragazze con 8-16 anni, superando quelli della prima stagione.
In Cile, ha raggiunto un punteggio di 3.52 nel target dai 4 anni ai 17 anni. In Spagna nella puntata del 17 settembre 2012 ha raggiunto quota 461.000 telespetattori, con uno share del 3.1%. La prima stagione ha fatto aumentare del 93% i fan del canale Disney Channel. Ha ricevuto anche un discreto successo in Messico, Colombia e Brasile nella fascia d'età dai 4 anni ai 18. La serie in Argentina è stata trasmessa, oltre che su Disney Channel, anche su Canal 13, ma non raggiungendo il successo sperato nel mese di ottobre del 2012 ha cambiato d'orario.
Grazie al sito internet Disneylatino.com, il canale ufficiale di Disney Channel America Latina e alcuni social network la serie ha raggiunto più di 5 milioni di visualizzazioni su You Tube, 50 milioni di visualizzazioni nel sito ufficiale e su Facebook ha circa un milione di fan oltre che si stima un guadagno di 80 milioni di euro. Nella rete sociale italiana, Violetta raggiunge oltre 250.000 fan nella community ufficiale e la pagina ufficiale italiana è la quinta, nella classifica italiana, con più interazione dei fan.

## Media

### Violetta - L'evento
Dalla serie è stato tratto uno spettacolo per il cinema che è uscito esclusivamente nelle sale italiane nelle giornate del 18-19 maggio 2013 intitolato Violetta - L'evento, dove si è potuto guardare il primo episodio della seconda stagione e dove gli spettatori erano invitati a svolgere alcune attività come cantare e ballare e rispondere a dei quiz. I primi 500 biglietti sono stati venduti in un'ora dalla stessa giornata di uscita, il 13 aprile 2013, a Milano e a Roma. Qualche settimana dopo presso gli UCI Cinemas sono stati venduti circa 35.000 biglietti, raggiungendo un record. Al 13 maggio 2013 il film in molti cinema era già sold-out. In un paio di giorni ha incassato quota 1.8 milioni, dominando il botteghino di quel weekend. Si colloca all'83ª posizione tra gli show per il cinema più visti della stagione 2012-2013.

### Violetta en Concierto
Per il pubblico latinoamericano, dal 3 aprile 2014 è stato distribuito nei cinema il film Violetta en Concierto che mostra il concerto di Milano con qualche scena inedita degli show di Buenos Aires. Il giorno precedente alla pubblicazione, viene presentato in anteprima. Nella settimana dall'11 aprile al 17 dello stesso mese si colloca alla sesta posizione nei botteghini argentini; un risultato maggiore lo ottiene solamente dopo qualche giorno dall'uscita, con un quarto posto. Dal 9 maggio è disponibile anche nei cinema spagnoli. La prima televisiva italiana è il 28 giugno 2014 su Disney Channel.

### Violetta - Backstage Pass
Per il pubblico italiano, è stato realizzato l'evento Violetta - Backstage Pass, dove vengono mostrate delle scene di Violetta - Il concerto. Inoltre, gli spettatori, hanno potuto cantare molte canzoni in versione karaoke e vedere alcuni dietro le quinte degli show in Italia. È uscito nei cinema italiani il 30 aprile 2014. Successivamente, il 13 giugno 2015 è stato trasmesso su Disney Channel.

### Violetta - La mia storia
Violetta - La mia storia è un film televisivo diviso in due parti, realizzato per il solo pubblico italiano e trasmesso su Disney Channel nel 2014. Il primo pezzo riassume gli episodi della prima parte della prima stagione ed è stato trasmesso il 14 giugno. Il secondo pezzo riassume gli episodi della seconda parte ed è stato trasmesso il 21 giugno.. Il 20 giugno 2015 è stato trasmesso su Disney Channel il film da 100 minuti Violetta - La mia storia 2, che riassume le vicende della seconda stagione.

### Violetta - The Journey
Il 26 settembre 2015 viene trasmesso in prima tv assoluta su Disney Channel il film documentario, Violetta - The Journey.
Il documentario parla delle vite degli attori, da quando l'avventura di Violetta è cominciata fino a quando è finita, di come hanno realizzato il loro sogno, del legame d'amicizia molto forte che li lega, di come erano le loro giornate sul set, durante le loro tournée e di tutto un mondo che c'è dietro la telenovela.

### Tini - La nuova vita di Violetta
Annunciato dalla Disney il 10 settembre 2015, la nuova pellicola cinematografica, Tini - La nuova vita di Violetta, sequel della telenovela. Le riprese si sono svolte a Taormina, in Sicilia, oltre che in Spagna. Insieme alla Stoessel, hanno preso parte anche Jorge Blanco, Mercedes Lambre e Clara Alonso. Inoltre sono presenti nuovi talenti internazionali, come Beatrice Arnera e Pasquale Di Nuzzo, oltre che a Leonardo Cecchi, protagonista della serie TV italiana, Alex & Co.. Il film è stato distribuito nei cinema italiani il 12 maggio 2016.

### Violetta - Il concerto
Violetta - Il concerto è il primo concerto dal vivo basato sulla serie. Ha debuttato il 13 luglio 2013 a Buenos Aires e ha girato per gran parte dell'America Latina ed in qualche paese d'Europa, tra cui Italia, Spagna e Francia fino al febbraio 2014, quando rientra in patria per poi concludersi definitivamente nei primi giorni di marzo.

### Violetta Live
Violetta Live International Tour 2015 è il secondo concerto dal vivo basato sulla serie. Ha debuttato il 3 gennaio 2015 a Madrid per poi passare per l'Italia, Francia, Portogallo, Paesi Bassi, Belgio, Germania, Polonia, Svizzera, Romania ed Ungheria e i paesi dell'America Latina; si conclude il 27 ottobre 2015 in Germania.

### Programmi correlati

#### Violetta: che musica sei?
È un concorso apparso tra l'agosto e il settembre del 2012 su Disney Channel Italia e prevedeva la partecipazione di un giovane, con meno di sedici anni, mentre canta una canzone proposta dal sito ufficiale del canale. Gli spot sul canale sono stati presentati da Lodovica Comello. La vincitrice, di nome Martina Petrucci, ha potuto apparire in un episodio della seconda stagione della telenovela. Un concorso omonimo si è svolto anche in Russia tra il marzo e aprile 2013 intitolato Спой как Виолетта (letteralmente in italiano Canta come Violetta); si è svolto un concorso simile anche in Argentina, Brasile e Cile, mentre in Spagna è stato organizzato il concorso Violetta - Tu sueño tu musica nel 2013 con la partecipazione di più di 2000 bambini e ragazzi. Il gala è stato condotto da Clara Alonso e Rodrigo Pedreira, entrambi attori dello sceneggiato.

#### The U-Mix Show
Dal 19 maggio 2012, in Argentina, ha debuttato il The U-Mix Show, programma settimanale che offre un riassunto della settimana della serie e interviste ai partecipanti della serie. È presentato da Roger González e da Daniel Rodrigo Martins; successivamente Ignacio Riva Palacio prende il posto del primo. C'è anche una versione brasiliana del programma, con la conduzione di Bruno Heder.

#### Il videoblog di Francesca
È una webserie con protagonista Lodovica Comello, ambientata nella propria camera da letto. È stata caricata per la prima volta il 10 giugno 2012 sul canale ufficiale di Disney Channel Argentina della piattaforma YouTube. La serie, formata da 16 episodi, è stata caricata per l'ultima volta il 22 ottobre 2012. Gli episodi sono stati caricati anche in una versione in italiano, per poi essere trasmessi anche dal canale Rai Gulp e, il primo episodio, anche sul sito ufficiale del quotidiano la Repubblica.

#### Ludmila Cyberst@r
È una webserie con protagonista Mercedes Lambre, ambientata nello Studio 21. È stata caricata per la prima volta il 1º giugno 2012 sul canale ufficiale di Disney Channel Argentina della piattaforma YouTube. La serie, formata da 8 episodi, è stata caricata per l'ultima volta il 17 settembre 2012. In seguito, viene caricata sempre sullo stesso sito web dal canale portoghese di Disney Channel doppiata.

#### Angie e le ricette di Violetta
È una serie TV con protagonista Clara Alonso; Angie, presenta un blog di ricette con l'aiuto di Olga. La serie è formata d 2 stagioni per un totale di 40 episodi ed è andata in onda tra il 2014 e il 2015 su Disney Channel.

### Altri eventi
| Data             | Stato     | Evento                                  | Città             | Teatro                                                | Informazioni |
| ---------------- | --------- | --------------------------------------- | ----------------- | ----------------------------------------------------- | --- |
| 3 maggio 2012    | Messico   | Presentazione della prima stagione      | Città del Messico |                                                       | Con Martina Stoessel, Pablo Espinosa, Mercedes Lambre, Jorge Blanco, Clara Alonso, Diego Ramos                                                             |
| 3 settembre 2012 | Messico   | Disney Channel Music Stars              | Città del Messico | Auditorio Nacional                                    | Con Martina Stoessel, Pablo Espinosa, Mercedes Lambre, Jorge Blanco, Clara Alonso                                                                          |
| 10 novembre 2012 | Argentina | Radio Disney Vivo                       | Buenos Aires      | Luna Park                                             | Con Martina Stoessel, Mercedes Lambre, Jorge Blanco, Facundo Gambandé, Candelaria Molfese, Lodovica Comello, Samuel Nascimento, Nicolás Garnier, Alba Rico |
| 26 giugno 2013   | Italia    | Firma di autografi                      | Milano            | Piazza Duomo, Corso Vittorio Emanuele e Via Marghera. | Con Martina Stoessel, Clara Alonso, Jorge Blanco, Lodovica Comello, Ruggero Pasquarelli, Diego Domínguez                                                   |
| 30 dicembre 2013 | Italia    | Intervista                              | Milano            | Radio Italia                                          | Con Martina Stoessel. |
| Capodanno 2014   | Italia    | Partecipazione a L'anno che verrà       | Courmayeur        | Palaghiaccio di Courmayeur e Saint-Vincent            | Martina Stoessel |
| 4 ottobre 2014   | Italia    | Partecipazione a Ballando con le stelle | Roma              | Studi del programma                                   | Martina Stoessel |
| 8 novembre 2014  | Italia    | Partecipazione a Ballando con le stelle | Roma              | Studi del programma                                   | Diego Domínguez |

## Merchandising

### Home video
In Italia la prima stagione della serie è stata distribuita in edizione DVD in allegato alla rivista TV Sorrisi e Canzoni in 26 DVD di cadenza settimanale dal 12 febbraio 2013 al 6 agosto 2013.
Inoltre sono usciti alcuni cofanetti contenenti sempre gli episodi della prima stagione. Il primo cofanetto contenente gli episodi da 1 a 28 è uscito il 10 luglio 2013, il secondo, contenente gli episodi da 29 a 56, è uscito il 28 agosto e il terzo ed ultimo cofanetto della prima stagione, contenente gli episodi da 57 a 80, è stato buttato sul mercato il 25 settembre dello stesso anno. In DVD è uscito anche il "Violetta - Backstage Pass".
La prima stagione completa è uscita anche in Argentina, Spagna, Brasile, Germania, Ungheria e Romania e solo in Francia sono uscite le raccolte di tutte e 3 le stagioni.

### Discografia
Nella prima stagione, nella versione originale, la sigla d'apertura e di chiusura è En mi mundo come anche per i primi quaranta episodi in Italia. In Francia invece la sigla è cantata da Cynthia ed è intitolata Dans Mon Monde; in Brasile è cantata da Mayra Arduini; in Italia per i restanti episodi e per le repliche è stata cantata dalla Stoessel la versione italiana di "En mi mundo", intitolata "Nel mio mondo". In Russia, Polonia e Turchia viene usata quella originale.
Le sigle rimangono invariate anche per le stagioni successive.
In totale le canzoni della serie sono 69 tra le quali 5 in versione italiana. Nella versione Latino Americana ne sono 64.
la durata di tutte le canzoni è:
03:37:15 (Italia)
03:19:27 (Latino America)
| Anno | Dettagli |
| ---- | --- |
| 2012 | Violetta - Pubblicazione: 5 giugno 2012 (in Italia il 29 ottobre 2012) - Formati: CD, download digitale - Etichetta: Walt Disney Records                            |
| 2012 | Violetta: La musica è il mio mondo - Pubblicazione: 23 novembre 2012 (in Italia il 18 marzo 2013) - Formati: CD, download digitale - Etichetta: Walt Disney Records |
| 2013 | Hoy somos más - Pubblicazione: 11 giugno 2013 (in Italia il 25 giugno 2013) - Formati: CD, download digitale - Etichetta: Walt Disney Records                       |
| 2013 | Violetta: Noi siamo V-Lovers - Pubblicazione: 26 novembre 2012 (solo Italia) - Formati: CD, download digitale - Etichetta: Walt Disney Records                      |
| 2013 | Violetta - Il concerto - Pubblicazione: 28 novembre 2013 (in Italia il 25 marzo 2014) - Formati: CD, download digitale - Etichetta: Walt Disney Records             |
| 2013 | Violetta - Le canzoni più belle - Pubblicazione: 31 dicembre 2013 (solo Italia) - Formati: CD - Etichetta: Walt Disney Records                                      |
| 2014 | Violetta - Gira mi canción - Pubblicazione: 18 luglio 2014 - Formati: CD, download digitale - Etichetta: Walt Disney Records                                        |
| 2014 | Violetta - V-Lovers 4ever - Pubblicazione: 25 novembre 2014 (solo Italia) - Formati: CD, download digitale - Etichetta: Walt Disney Records                         |
| 2015 | Crecimos juntos - Pubblicazione: 20 marzo 2015 (in Italia il 7 aprile 2015) - Formati: CD, download digitale - Etichetta: Walt Disney Records                       |
| 2015 | V-Lovers Choice - Pubblicazione: 4 settembre 2015 (solo Italia) - Formati: CD, download digitale - Etichetta: Walt Disney Records                                   |

### Rivista
Dal 10 ottobre 2012 è disponibile in Italia la rivista ufficiale della serie intitolata Violetta. Il mensile è diretto da Veronica Di Lisio ed offre interviste, foto inedite della serie e anche giochi, poster e alcune rubriche per il pubblico femminile.
In Argentina viene pubblicata una rivista con gli stessi contenuti di quella italiana. In Cile è acquistabile dal 21 dicembre 2012. Anche in Spagna è presente il mensile dedicato alla serie. In Italia la rivista vende al mese oltre 400 000 copie.
In Italia l'ultimo numero della rivista è stato il 42.

### Album di figurine
Nello stesso giorno in cui è stata pubblicata la rivista, è uscito anche il primo album di figurine acquistabile in allegato al giornale oppure singolarmente. L'album è pubblicato dalla Panini.
Nell'uscita numero 12 della rivista Violetta, è stato pubblicato il secondo album di figurine della seconda stagione sempre per lo stesso editore.
In tutto sono usciti 5 album delle figurine della serie, 3 solo sulla seconda stagione. E in più sono usciti 5 raccolte di cards: 2 di activity cards, 1 di photocards, 1 di digital cards e 1 di fashion cards.

### Libri
In Italia è stato pubblicato ad aprile 2013 il diario della protagonista, dal titolo Violetta, il mio diario - I miei segreti, i miei sogni pubblicato dalla Disney Libri con 192 pagine. Nel febbraio dello stesso anno invece è stato pubblicato Violetta: storia di un successo. Dietro le quinte della serie TV per la The Walt Disney Company. Altra opera pubblicata per lo stesso editore è Diario di viaggio: appunti in giro per il mondo.
In tutto solo in Italia sono stati venduti più di 2.000.000 di libri a tema.

### Altri prodotti
Nei Disney Store e altri negozi sono presenti vari gadget della serie tra cui: zaini, astucci, magliette e altri oggetti.
Dall'aprile 2013 è disponibile sugli store digitali argentini il videogioco "Tap Tap Revenge: Tour" che contiene alcune canzoni della serie. In Italia, è acquistabile il gioco "Violetta Music Adventure".

## Distribuzioni internazionali
| Paese            | Canale/i       | Data uscita       | Titolo nel paese    | Fonte                   |
| ---------------- | -------------- | ----------------- | ------------------- | ----------------------- |
| Argentina        | Disney Channel | 14 maggio 2012    | Violetta            | [ 104 ] [ 105 ]         |
| Cile             | Disney Channel | 14 maggio 2012    | Violetta            | [ 104 ] [ 105 ]         |
| Colombia         | Disney Channel | 14 maggio 2012    | Violetta            | [ 104 ] [ 105 ]         |
| Guatemala        | Disney Channel | 14 maggio 2012    | Violetta            | [ 104 ] [ 105 ]         |
| Messico          | Disney Channel | 14 maggio 2012    | Violetta            | [ 104 ] [ 105 ]         |
| Honduras         | Disney Channel | 14 maggio 2012    | Violetta            | [ 104 ] [ 105 ]         |
| Perù             | Disney Channel | 14 maggio 2012    | Violetta            | [ 104 ] [ 105 ]         |
| Venezuela        | Disney Channel | 14 maggio 2012    | Violetta            | [ 104 ] [ 105 ]         |
| Italia           | Disney Channel | 14 maggio 2012    | Violetta            | [ 106 ]                 |
| Brasile          | Disney Channel | 10 settembre 2012 | Violetta            | [ 107 ]                 |
| Spagna           | Disney Channel | 17 settembre 2012 | Violetta            | [ 108 ]                 |
| Francia          | Disney Channel | 1º ottobre 2012   | Violetta            | [ 109 ]                 |
| Turchia          | Disney Channel | 18 febbraio 2013  | Violetta            | [ 110 ] [ 111 ]         |
| Polonia          | Disney Channel | 18 febbraio 2013  | Violetta            | [ 110 ] [ 112 ]         |
| Romania          | Disney Channel | 18 febbraio 2013  | Violetta            | [ 113 ] [ 114 ]         |
| Bulgaria         | Disney Channel | 18 febbraio 2013  | Violetta            | [ 20 ]                  |
| Regno Unito      | Disney Channel | 22 luglio 2013    | Violetta            | [ 115 ]                 |
| Irlanda          | Disney Channel | 22 luglio 2013    | Violetta            | [ 115 ]                 |
| Paesi Bassi      | Disney Channel | 16 settembre 2013 | Violetta            | [ 116 ]                 |
| Belgio (Fiandre) | Disney Channel | 16 settembre 2013 | Violetta            | [ 116 ]                 |
| Portogallo       | Disney Channel | 16 settembre 2013 | Violetta            | [ 117 ]                 |
| Isole Åland      | Disney Channel | 14 ottobre 2013   | Violetta            | [ 118 ] [ 119 ]         |
| Norvegia         | Disney Channel | 14 ottobre 2013   | Violetta            | [ 118 ] [ 119 ]         |
| Danimarca        | Disney Channel | 14 ottobre 2013   | Violetta            | [ 118 ] [ 119 ]         |
| Finlandia        | Disney Channel | 14 ottobre 2013   | Violetta            | [ 118 ] [ 119 ]         |
| Islanda          | Disney Channel | 14 ottobre 2013   | Violetta            | [ 118 ] [ 119 ]         |
| Svezia           | Disney Channel | 14 ottobre 2013   | Violetta            | [ 118 ] [ 119 ]         |
| Ungheria         | Disney Channel | 11 novembre 2013  | Violetta            | [ 120 ]                 |
| Rep. Ceca        | Disney Channel | 11 novembre 2013  | Violetta            | [ 121 ]                 |
| Slovacchia       | Disney Channel | 11 novembre 2013  | Violetta            | [ 121 ]                 |
| Germania         | Disney Channel | 1º maggio 2014    | Violetta            | [ 122 ]                 |
| Svizzera         | Disney Channel | 1º maggio 2014    | Violetta            | [ 122 ]                 |
| Austria          | Disney Channel | 1º maggio 2014    | Violetta            | [ 122 ]                 |
| Liechtenstein    | Disney Channel | 1º maggio 2014    | Violetta            | [ 122 ]                 |
| Malaysia         | Disney Channel | 5 maggio 2014     | Violetta            | [ 123 ]                 |
| Filippine        | Disney Channel | 5 maggio 2014     | Violetta            | [ 123 ]                 |
| Indonesia        | Disney Channel | 5 maggio 2014     | Violetta            | [ 123 ]                 |
| Thailandia       | Disney Channel | 5 maggio 2014     | Violetta            | [ 123 ]                 |
| Vietnam          | Disney Channel | 5 maggio 2014     | Violetta            | [ 123 ]                 |
| Lega araba       | Disney Channel | 26 agosto 2013    | Violetta            | [ 124 ]                 |
| Sudafrica        | Disney Channel | 26 agosto 2013    | Violetta            | [ 125 ]                 |
| Grecia           | Disney Channel | 26 agosto 2013    | Βιολέττα (Violetta) | [ 126 ]                 |
| Israele          | Disney Channel | 3 settembre 2012  | ויולטה (Violetta)   | [ 110 ] [ 127 ]         |
| Russia           | Disney Channel | 15 ottobre 2012   | Виолетта (Violetta) | [ 110 ] [ 128 ] [ 129 ] |
| Stati Uniti      | Netflix        | 10 luglio 2015    | Violetta            | [ 110 ] [ 128 ] [ 129 ] |

## Accoglienza
La serie ha ricevuto un'accoglienza positiva da parte dei teenager.
Molti hanno analizzato il "fenomeno" Violetta. L'attrice Florencia Bertotti, protagonista di un altro sceneggiato argentino di notevole successo internazionale (Flor - Speciale come te), ha elogiato l'operato, la recitazione e il canto della protagonista della serie Martina Stoessel, tanto che il suo commento è stato inserito nella lista "Le 50 persone che ci hanno ispirato nel 2013" del quotidiano La Nación. Alessio Cappuccio per il sito blogosfere.it ha fatto il commento sulla serie: "Violetta si inserisce sul filone di Il mondo di Patty: ovvero avventure adolescenziali-sentimentali trattate con piglio seriosamente divertito. Una specie di Beverly Hills all'acqua di rose per teenager".
La rivista Panorama ha analizzato il fenomeno con una lista di cinque motivi del successo della telenovela; tra questi troviamo che la protagonista rappresenta il modello dell'adolescente femminile ideale e un altro motivo è la scelta del talent show inserito nella serie, che attira gli spettatori più piccoli. Punto positivo ricopre anche l'essere una "fiction sana", cioè che trasmette valori positivi.
La testata giornalistica online Movieplayer.it ha commentato: "gli ingredienti per conquistare un pubblico di adolescenti ci sono quindi tutti: i primi amori, [...] liti furibonde tra amiche, rivalità, incomprensioni ed equivoci che congiurano contro il lieto fine, tanto per l'uno quanto per l'altro pretendente, fanno da padrone", parlando anche della scelta del talent show, presente in tutto il mondo e che attrae, in particolar modo, i più giovani.

### Critica
La psicologa Ivana Simonelli è stata intervistata per il quotidiano online Bergamo News e, a riguardo della telenovela, ha affermato che può causare ripercussioni sullo sviluppo della personalità dei bambini perché vengono a contatto prima del tempo con temi appartenenti all'adolescenza, come l'indipendenza dai genitori e le prime cotte.

## Premi e riconoscimenti
- 2012 - Kids' Choice Awards Argentina
  - Vinto - Attore preferito a Pablo Espinosa[138].
  - Vinto - Antagonista preferita a Mercedes Lambre[138].
  - Vinto - Rivelazione a Martina Stoessel[138].
  - Nomination - Programma televisivo preferito[139].
- 2013 - Nickelodeon Kids' Choice Awards
  - Nomination - Migliore artista latinoamericana a Martina Stoessel[140].
- 2013 - Premio Gardel
  - Vinto - Miglior colonna sonora di cinema/televisione per Violetta[141].
- 2013 - Kids' Choice Awards México[142][143]
  - Vinto - Attore preferito a Jorge Blanco.
  - Nomination - Programma televisivo preferito.
  - Nomination - Antagonista preferito a Mercedes Lambre.
  - Nomination - Attore di reparto preferito a Pablo Espinosa.
  - Nomination - Attrice di reparto preferita a Clara Alonso.
- 2013 - Premio Martín Fierro[144]
  - Vinto - Rivelazione a Martina Stoessel.
  - Vinto - Miglior programma infantile/giovanile.
- 2013 - Kids' Choice Awards Argentina[145]
  - Vinto - Programma televisivo preferito.
  - Vinto - Attore di reparto preferito a Samuel Nascimento.
  - Vinto - Antagonista preferito a Mercedes Lambre.
  - Nomination - Attore televisivo preferito a Jorge Blanco.
  - Nomination - Attrice televisiva preferita a Martina Stoessel.
  - Nomination - Attrice televisiva preferita a Lodovica Comello.
  - Nomination - Rivelazione a Xabiani Ponce De León.
- 2013 - Premi TKM[146][147]
  - Vinto - Cantante maschile TKM a Jorge Blanco.
  - Vinto - Attore rivelazione TKM a Facundo Gambandé.
  - Vinto - Cattiva TKM a Mercedes Lambre.
  - Nomination - Programma Latinoamericano TKM.
  - Nomination - Disco TKM a Hoy somos más.
  - Nomination - Cantante femminile TKM a Martina Stoessel.
  - Nomination - Attore internazionale TKM a Pablo Espinosa.
  - Nomination - Attore internazionale TKM a Jorge Blanco.
  - Nomination - Attrice nazionale TKM a Florencia Benítez.
  - Nomination - Attore nazionale RKM a Joaquín Berthold.
  - Nomination - Attrice nazionale TKM a Martina Stoessel.
  - Nomination - Attrice nazionale TKM a Clara Alonso.
  - Nomination - Attrice rivelazione TKM a Candelaria Molfese.
  - Nomination - Bel ragazzo TKM a Jorge Blanco.
- 2014 - Kids' Choice Awards Colombia[148][149]
  - Vinto - Attore televisivo preferito a Jorge Blanco.
  - Vinto - Attrice televisiva preferita a Martina Stoessel.
  - Vinto - Antagonista preferita a Mercedes Lambre.
  - Nomination - Programma televisivo preferito.
- 2014 - Kids' Choice Awards México[150][151]
  - Vinto - Attore preferito a Jorge Blanco.
  - Nomination - Programma o serie preferita.
  - Nomination - Attrice preferita a Martina Stoessel.
  - Nomination - Antagonista preferito a Diego Domínguez.
  - Nomination - Selfie preferito a Martina Stoessel.
  - Nomination - Opera teatrale preferita per Violetta - Il concerto.